# 苏琪·波捷
梅兰妮·苏珊·波捷（英語：Melanie Susan Potier，1947年11月14日—1981年6月23日），又称苏琪·波捷（Suki Potier），英国模特儿。

## 早年
波捷生于英国薩里郡。父亲是吉尔伯特·波捷（Gilbert Potier），母亲是玛丽·波捷（Mary Potier，娘家姓摩尔）。波捷有一个姐姐，名叫莎拉·莎莉·罗斯玛丽·波捷（Sarah Sally Rosemary Potier）。

## 模特儿
波捷少年时担任多位英国时装设计师和设计事务所的模特，包括位于伦敦切尔西国王路的事务所“英国男孩”（English Boy）。1967年出任当年4月奧西·克拉克时装系列模特。
波捷曾客串1968年迷幻电影《迷墙》。她在片中的镜头也被用在2011年音乐纪录片《乔治·哈里森：活在物欲世界中》。

## 个人生活
1966年，波捷与健力士公司继承人塔拉·布朗约会。1966年12月17日，18岁的波捷与驾驶蓝绿色莲花Elan的布朗穿过南肯辛顿。布朗在途中与一辆停放好的卡车相撞，第二天伤重身亡，然而波捷并未受伤。披頭四樂隊的歌曲《A Day in the Life》据称引用了这起事件。
波捷之后与滚石乐队吉他手布萊恩·瓊斯相爱，两人曾与英格兰萨塞克斯郡同居，然而琼斯1969年7月3日在自家泳池溺亡。
波捷其后遇上还是伦敦商学院学生的澳门博彩业富豪何鸿燊的长子何猷光。两人诉苦后结婚。波捷与家人住在香港，有两个女儿何家华（Faye）和何家文（Sarah）。波捷的女儿在澳门长大，何家文后来在伦敦担任珠宝设计师。

## 逝世
1981年6月23日，波捷与何猷光与葡萄牙度假时车祸死亡。